# Russische Sommer-Meisterschaften im Skispringen 2018
Die russischen Sommer-Meisterschaften im Skispringen 2018 wurden vom 5. bis zum 11. Oktober in Krasnaja Poljana bei Sotschi auf der Schanzenanlage RusSki Gorki ausgetragen. Veranstalter war der russische Skiverband für Skispringen und die Nordische Kombination (FSJNCR). Als Wettkampfleiter fungierte Juri Kalinin, Technischer Delegierter war Ildar Garifullin und Jewgeni Plechow kam als Assistent Garifullins zum Einsatz. An den Wettbewerben nahmen alle Spitzenathleten teil. Das erfolgreichste Föderationssubjekt war die Oblast Moskau. Bei den Männern wurde Jewgeni Klimow Doppelmeister, während die 17-jährige Lidija Jakowlewa bei den Frauen ihren ersten Meistertitel holte.

## Austragungsort
| \| Sotschi \| |
| Sotschi       |

| Sotschi |

## Programm und Zeitplan
Das Programm der Meisterschaften umfasste insgesamt vier Wettbewerbe. Bei den Frauen gab es lediglich ein Einzelspringen von der Normalschanze, wohingegen die Männer einen Meister von der Normalschanze und der Großschanze kürten und zudem ein Teamspringen von der Großschanze abhielten. Darüber hinaus fanden im Rahmen der Meisterschaften Trainerseminare und -beratungen sowie nahezu täglich Jurysitzungen statt.
| Datum            | Uhrzeit      | Ereignis                          | Geschlecht |
| ---------------- | ------------ | --------------------------------- | ---------- |
| Fr., 5. Oktober  | 16:00        | Kommissionssitzung                |            |
| Fr., 5. Oktober  | 17:00        | Mannschaftsführersitzung          |            |
| Fr., 5. Oktober  | 19:00        | Erste Jury-Sitzung                |            |
| Sa., 6. Oktober  | 14:00        | Offizielles Training K95          | Frauen     |
| Sa., 6. Oktober  | 15:00        | Offizielles Training K95          | Männer     |
| So., 7. Oktober  | 14:00        | Einzelspringen K95                | Frauen     |
| So., 7. Oktober  | 15:30        | Eröffnungsparade und Siegerehrung | Frauen     |
| So., 7. Oktober  | 16:00        | Einzelspringen K95                | Männer     |
| So., 7. Oktober  | anschließend | Siegerehrung                      | Männer     |
| Mo., 8. Oktober  | 10:00        | Offizielles Training K125         | Männer     |
| Di., 9. Oktober  | 10:00        | Einzelspringen K125               | Männer     |
| Di., 9. Oktober  | anschließend | Siegerehrung                      | Männer     |
| Mi., 10. Oktober | 10:00        | Teamspringen K125                 | Männer     |
| Mi., 10. Oktober | anschließend | Siegerehrung                      | Männer     |
| Do., 11. Oktober |              | Abreisetag                        |            |

## Ergebnisse

### Frauen
Der Einzelwettkampf der Frauen fand als erster Wettbewerb der Meisterschaften am 7. Oktober von der Normalschanze statt. Es nahmen 15 Athletinnen am Wettkampf teil. Mit zwei Sprüngen über den Konstruktionspunkt der Schanze gewann Lidija Jakowlewa mit deutlichem Vorsprung ihren ersten Meistertitel. Im Anschluss an den Wettkampf gab Irina Awwakumowa eine Unterbrechung ihre Karriere bekannt.
| Platz | Name                | Föderationssubjekt | Weite 1 | Weite 2 | Punkte |
| ----- | ------------------- | ------------------ | ------- | ------- | ------ |
| 01.   | Lidija Jakowlewa    | Sankt Petersburg   | 096,0   | 095,0   | 236,6  |
| 02.   | Sofija Tichonowa    | Sankt Petersburg   | 092,5   | 093,5   | 220,4  |
| 03.   | Anna Schpynjowa     | Sankt Petersburg   | 088,5   | 092,0   | 209,7  |
| 04.   | Irina Awwakumowa    | Oblast Moskau      | 089,0   | 091,5   | 209,5  |
| 05.   | Alexandra Baranzewa | Oblast Moskau      | 090,0   | 088,5   | 205,7  |
| 06.   | Marija Jakowlewa    | Sankt Petersburg   | 086,5   | 090,5   | 200,6  |
| 07.   | Alexandra Kustowa   | Oblast Moskau      | 087,5   | 089,0   | 194,4  |
| 08.   | Stefanija Nadymowa  | Region Perm        | 087,5   | 088,0   | 191,5  |
| 09.   | Xenija Kablukowa    | Region Perm        | 082,0   | 088,5   | 184,7  |
| 10.   | Alina Borodina      | Oblast Swerdlowsk  | 081,5   | 084,5   | 170,4  |

### Männer

#### Normalschanze
Das Einzelspringen von der Normalschanze fand am 7. Oktober 2018 statt. Russischer Meister wurde Jewgeni Klimow, der wenige Wochen zuvor seinen ersten Grand-Prix-Sieg feierte. Mit Sprüngen auf 104 und 106 Metern stellte er in beiden Durchgängen die größte Weite auf und erreichte dabei sogar einmal die Hillsize-Weite. Dabei konnte er jedoch keinen Telemark mehr setzen, weshalb er in den Haltungsnoten Punkte abgezogen bekam. Als einer der jüngsten Teilnehmer erreichte der erst 15 Jahre alte Danil Sadrejew den siebten Platz. Es nahmen 55 Athleten am Wettkampf teil. Es gab keine Disqualifikationen.
| Platz | Name                  | Föderationssubjekt      | Weite 1 | Weite 2 | Punkte |
| ----- | --------------------- | ----------------------- | ------- | ------- | ------ |
| 01.   | Jewgeni Klimow        | Oblast Moskau           | 104,0   | 106,0   | 274,3  |
| 02.   | Michail Maximotschkin | Oblast Nischni Nowgorod | 100,5   | 105,5   | 261,5  |
| 03.   | Dmitri Wassiljew      | Oblast Moskau           | 099,0   | 100,0   | 257,2  |
| 04.   | Maxim Sergejew        | Republik Tatarstan      | 095,0   | 101,5   | 250,2  |
| 05.   | Alexander Baschenow   | Oblast Sachalin         | 098,0   | 098,5   | 248,7  |
| 06.   | Denis Kornilow        | Oblast Nischni Nowgorod | 096,5   | 098,0   | 247,2  |
| 07.   | Danil Sadrejew        | Republik Tatarstan      | 098,5   | 098,0   | 245,2  |
| 08.   | Michail Nasarow       | Oblast Moskau           | 101,5   | 095,5   | 244,1  |
| 09.   | Ilmir Chasetdinow     | Oblast Moskau           | 096,5   | 095,0   | 240,0  |
| 10.   | Sachir Dschafarow     | Oblast Nischni Nowgorod | 095,5   | 097,0   | 239,7  |

#### Großschanze
Das Einzelspringen von der Großschanze fand am 9. Oktober 2018 statt. Es waren 54 Skispringer gemeldet, jedoch kamen nach zwei Disqualifikationen nur 52 Sportler in die Wertung. Mit deutlichem Vorsprung wurde erneut Jewgeni Klimow russischer Meister. Silber gewann der 38-jährige Dmitri Wassiljew.
| Platz | Name                  | Föderationssubjekt      | Weite 1 | Weite 2 | Punkte |
| ----- | --------------------- | ----------------------- | ------- | ------- | ------ |
| 01.   | Jewgeni Klimow        | Oblast Moskau           | 141,0   | 133,0   | 276,4  |
| 02.   | Dmitri Wassiljew      | Oblast Moskau           | 134,0   | 134,0   | 258,7  |
| 03.   | Maxim Sergejew        | Republik Tatarstan      | 135,5   | 128,0   | 250,2  |
| 04.   | Michail Maximotschkin | Oblast Nischni Nowgorod | 129,0   | 125,0   | 242,4  |
| 05.   | Denis Kornilow        | Oblast Nischni Nowgorod | 129,5   | 120,5   | 232,9  |
| 06.   | Ilmir Chasetdinow     | Oblast Moskau           | 125,5   | 121,5   | 232,0  |
| 07.   | Jegor Ussatschew      | Region Perm             | 132,0   | 123,0   | 231,2  |
| 08.   | Sachir Dschafarow     | Oblast Nischni Nowgorod | 125,0   | 120,0   | 216,8  |
| 09.   | Michail Purtow        | Oblast Swerdlowsk       | 130,5   | 114,5   | 216,1  |
| 10.   | Danil Sadrejew        | Republik Tatarstan      | 125,5   | 122,0   | 215,5  |

#### Team
Das Teamspringen der Männer fand zum Abschluss der Meisterschaften am 10. Oktober auf der Großschanze statt. Es nahmen zehn Teams aus acht Föderationssubjekten am Wettkampf teil. Mit fast hundert Punkten Vorsprung setzte sich das Team aus der Oblast Moskau durch. Die Reihenfolge aus dem ersten Durchgang blieb auf den ersten sechs Rängen bestehen.
| Platz | Team                       | Namen                                                                 | Weite 1                 | Weite 2                 | Punkte |
| ----- | -------------------------- | --------------------------------------------------------------------- | ----------------------- | ----------------------- | ------ |
| 01.   | Oblast Moskau I            | Michail Nasarow Ilmir Chasetdinow Dmitri Wassiljew Jewgeni Klimow     | 129,0 122,0 125,5 138,5 | 133,0 125,5 130,5 136,5 | 911,6  |
| 02.   | Oblast Nischni Nowgorod I  | Denis Kornilow Roman Trofimow Sachir Dschafarow Michail Maximotschkin | 126,5 124,0 116,5 121,5 | 131,5 124,0 116,5 124,5 | 814,0  |
| 03.   | Republik Tatarstan         | Artjom Redschepow Alexander Loginow Danil Sadrejew Maxim Sergejew     | 112,5 121,0 123,0 133,0 | 110,0 125,0 110,5 125,5 | 754,9  |
| 04.   | Region Perm                | Jegor Ussatschew Wladislaw Mustafin Konstantin Petrow Oleg Pawlenko   | 129,0 119,0 107,0 104,0 | 128,5 118,0 111,5 102,0 | 694,1  |
| 05.   | Oblast Nischni Nowgorod II | Wassili Negrebezki Alexander Sardyko Sergei Schulajew Iwan Lanin      | 115,5 116,0 112,0 116,5 | 118,0 116,5 112,5       | 682,3  |

## Medaillenspiegel
| Platz | Föderationssubjekt      |   |   |   |    |
| ----- | ----------------------- | - | - | - | -- |
| 1     | Oblast Moskau           | 3 | 1 | 1 | 5  |
| 2     | Sankt Petersburg        | 1 | 1 | 1 | 3  |
| 3     | Oblast Nischni Nowgorod | 0 | 2 | 0 | 2  |
| 4     | Republik Tatarstan      | 0 | 0 | 2 | 2  |
| Total | Total                   | 4 | 4 | 4 | 12 |